# Натега
Натега је обично црево којим се течност лако може преточити из једног у други суд - без славине или врања.
Један крај црева стави се у један суд, а на други крај се усиса ваздух (обично устима) како би у црево уместо ваздуха ушла течност, која се после сама претаче. Натега делује по закону спојених судова, који каже да течност увек тежи да у свим судовима који су повезани одржи исти ниво (висину). Овај предмет се најчешће користи у подрумима вина, за претакање истог. С обзиром да вино мора више пута да се претаче, како би талог остао на дну, црево натеге се не замочи до самог дна суда у којем се налази течност. Такође, суд у који се течност претаче мора увек бити постављен ниже од суда из кога се течност претаче.